# Zygota comes
Zygota comes är en stekelart som beskrevs av Nixon 1957. Zygota comes ingår i släktet Zygota, och familjen hyllhornsteklar. Arten är reproducerande i Sverige.